# Meurtre de Jim Pouillon
 (mars 2021).
La mise en forme du texte ne suit pas les recommandations de Wikipédia : il faut le « wikifier ».
Les points d'amélioration suivants sont les cas les plus fréquents :
- Les titres sont pré-formatés par le logiciel. Ils ne sont ni en capitales, ni en gras.
- Le texte ne doit pas être écrit en capitales (les noms de famille non plus), ni en gras, ni en italique, ni en « petit »…
- Le gras n'est utilisé que pour surligner le titre de l'article dans l'introduction, une seule fois.
- L'italique est rarement utilisé : mots en langue étrangère, titres d'œuvres, noms de bateaux, etc.
- Les citations ne sont pas en italique mais en corps de texte normal. Elles sont entourées par des guillemets français : « et ».
- Les listes à puces sont à éviter, des paragraphes rédigés étant largement préférés. Les tableaux sont à réserver à la présentation de données structurées (résultats, etc.).
- Les appels de note de bas de page (petits chiffres en exposant, introduits par l'outil «  Source ») sont à placer entre la fin de phrase et le point final[comme ça].
- Les liens internes (vers d'autres articles de Wikipédia) sont à choisir avec parcimonie. Créez des liens vers des articles approfondissant le sujet. Les termes génériques sans rapport avec le sujet sont à éviter, ainsi que les répétitions de liens vers un même terme.
- Les liens externes sont à placer uniquement dans une section « Liens externes », à la fin de l'article. Ces liens sont à choisir avec parcimonie suivant les règles définies. Si un lien sert de source à l'article, son insertion dans le texte est à faire par les notes de bas de page.
- La présentation des références doit suivre les conventions bibliographiques. Il est recommandé d'utiliser les modèles {{Ouvrage}}, {{Chapitre}}, {{Article}}, {{Lien web}} et/ou {{Bibliographie}}. Le mode d'édition visuel peut mettre en forme automatiquement les références.
- Insérer une infobox (cadre d'informations à droite) n'est pas obligatoire pour parachever la mise en page.

Pour une aide détaillée, merci de consulter Aide:Wikification.
Si vous pensez que ces points ont été résolus, vous pouvez retirer ce bandeau et améliorer la mise en forme d'un autre article.
Le meurtre de Jim Pouillon a eu lieu le 11 septembre 2009. Le militant anti-avortement James Pouillon (né à Ovid, Michigan, le 30 mars 1946) et l'homme d'affaires Michael Fuoss ont été abattus par le même tueur, à des endroits différents. Pouillon a été tué alors qu'il protestait contre l'avortement devant le lycée d'Owosso, dans le Michigan, ce qui était manifestement la première fois qu'une personne était assassinée dans ce contexte. La police a arrêté Harlan James Drake et l'a accusé des deux crimes. Drake a ensuite été reconnu coupable de deux chefs d'accusation de meurtre au premier degré et a été condamné à deux peines de prison à vie.

## Contexte
Jim Pouillon était un militant bien connu du Michigan et un membre d'Operation Save America. Cet homme âgé, qui dépendait d'une bouteille d'oxygène pour respirer, protestait contre l'avortement depuis 1988. Le jour où il a été abattu, Pouillon menait une manifestation en face du lycée d'Owosso, dans le Michigan.

## Fusillade et arrestation
Pendant la manifestation, Pouillon est abattu à 7 heures 20 du matin EDT par un homme armé circulant à bord d'un véhicule. Un témoin relève le numéro de la plaque d'immatriculation. Pendant ce temps, la police est alertée d'un autre meurtre, celui de l'homme d'affaires Michael Fuoss, dans une entreprise de gravier dont il est propriétaire. Une heure après la fusillade ayant coûté la vie à Pouillon, la police localise et arrête le propriétaire du véhicule, Harlan James Drake. Drake avoue avoir tiré sur les deux victimes.
Le meurtre de Pouillon semble être le premier recensé visant une personne participant à une manifestation contre l'avortement. Selon les autorités, Fuoss, la deuxième victime, n'avait aucun lien avec le mouvement anti-avortement. Drake, selon la police, aurait été offensé par une pancarte anti-avortement affichée par Pouillon en face de l'école la semaine précédente. Un porte-parole du Center for Reproductive Rights a déclaré que la fusillade ne semblait pas liée au débat sur l'avortement et que Drake n'était pas un militant pour le droit à l'avortement. Drake a déclaré qu'il avait tué Pouillon parce que Drake et la mère de Drake étaient offensés par le fait que Pouillon affichait un panneau sanglant et gore près d'une école où les enfants pouvaient le voir.

## Procès
Alors qu'il est en garde à vue dans l'attente de son procès, Drake tente de se suicider en fracassant une télévision et en utilisant le verre brisé pour se taillader les poignets. Avant le procès, Drake a déclaré qu'il avait tiré sur Pouillon parce que la mère et les nièces de Drake étaient offensées par le signe graphique de Pouillon qui, selon Drake, ne devait pas être affiché près des enfants. En 2004, Drake a été impliqué – mais pas légalement responsable – dans un accident de voiture qui a tué deux adolescents. L'avocat de Drake, Robert Ashley, a fait valoir que Drake souffrait de dépression à la suite de l'accident et qu'il était donc mentalement incapable au moment des meurtres. Le 30 septembre 2009, Drake a été jugé incapable de subir un procès et a été placé sous la garde du Michigan Department of Mental Health. Drake a ensuite été déclaré apte à subir un procès. Drake a témoigné sur la façon dont il a commis le meurtre, et a même fait des blagues pendant son témoignage. Le 11 mars 2010, le jury a rendu un verdict de culpabilité pour les deux chefs d'accusation de meurtre au premier degré.
Le 22 avril 2010, Drake a été condamné à la prison à vie et a exprimé des remords pour la douleur causée aux familles. Drake lui-même a déclaré qu'il devrait aller en prison pour toujours.

## Réactions
Plusieurs groupes et leaders pro-vie ont considéré Pouillon comme un martyr,. Lori Lamerand, présidente de Planned Parenthood East Central Michigan, a déclaré que le meurtre était tragique et a exprimé ses inquiétudes quant aux représailles. Le président Barack Obama a qualifié le meurtre de « déplorable » et a déclaré que, « quel que soit le côté du débat public où vous vous trouvez, la violence n'est jamais la bonne réponse ». Les funérailles de Poullion ont eu lieu au stade de football de l'Owosso High School.
La famille de Pouillon a donné des descriptions contradictoires de lui. Sa fille Mary Jo Pouillon a dit de lui : « Il ne voulait pas faire de mal à quelqu'un qui n'en avait pas fait à lui ou à sa famille », ajoutant : « Ils parlent des bébés aujourd'hui. C'est ce qu'il aurait dit. » Elle a chanté lors d'un service commémoratif qui a attiré des militants pro-vie de tout le pays,. Son fils séparé, le Dr James M. Pouillon, a écrit : « Il sera impossible pour certains de le croire, mais mon père se fichait vraiment de l'avortement. Il a fait cela pour traquer, harceler, terroriser, crier, menacer, effrayer et agresser verbalement les femmes. […] Il était au lycée parce que ma nièce y était, et les membres féminins de la famille ont toujours été ses cibles préférées. »
L'organisation de défense du droit à la vie Operation Rescue a nommé Pouillon « Personne de l'année » pour 2009, en disant que le meurtre de Pouillon était une violence en faveur du droit à l'avortement [citation nécessaire].